# بوریتیکا
بوریتیکا (انگلیسی: Buriticá)  یک منطقه مسکونی در کلمبیا است. 